# Morten Tyldum
Morten Tyldum (Bergen, 19 maggio 1967) è un regista norvegese.
Ha ricevuto una candidatura all'Oscar al miglior regista per The Imitation Game.

## Biografia
Cresciuto a Bergen, dai 5 agli 8 anni ha vissuto a Tønsberg per poi trasferirsi a Sotra per un breve periodo e poi nuovamente nella sua città natale dove si è diplomato e ha iniziato a frequentare l'Università di Bergen fino ai 20 anni, quando si è trasferito a New York per completare gli studi in una scuola di cinema. Attualmente vive a Oslo, dove ha fondato una sua società, la Einar Film, con cui ha prodotto e diretto pluripremiati spot pubblicitari internazionali. Tyldum si è formato alla School of Visual Arts di New York. Conclusi gli studi comincia a lavorare in televisione, gira spot pubblicitari, firma qualche video musicale e nel 1999, in seguito alla realizzazione di alcuni cortometraggi, viene soprannominato Film Talent of the Year dal quotidiano norvegese Dagbladet nel 1999.

## Carriera
Ha fatto il suo esordio con il film Buddy, nel 2003, una commedia sentimentale con protagonista un ventenne spiantato che diventa per caso una star della tv, film che ha raggiunto un notevole successo di pubblico e di critica vincendo il Premio del pubblico al Norwegian International Film Festival, il Festival internazionale del cinema di Karlovy Vary e il Festival internazionale del cinema di Varsavia, così come un premio Amanda nel 2003 come miglior film. Nel 2008 con il suo secondo film è il thriller Varg Veum - Falne engler, che narra le imprese dell'investigatore privato Varg Veum, Tyldum riceve una nomination per la miglior regia al Norwegian International Film Festival. 
Nel 2011 dirige un secondo thriller, Headhunters - Il cacciatore di teste (Hodejegerne), tratto dal romanzo omonimo di Jo Nesbø. Il film diviene l'incasso più alto nella storia del cinema norvegese e viene accolto molto calorosamente anche all'estero, ottenendo una candidatura ai BAFTA, un Empire Award e un Saturn Award.
Nel 2014, Tyldum debutta alla regia di un lungometraggio in lingua inglese, dirigendo il dramma storico The Imitation Game, film biografico sulla vita del matematico inglese Alan Turing con protagonisti Benedict Cumberbatch e Keira Knightley. Il film ottiene 8 candidature ai Premi Oscar, tra cui quella per il miglior regista, facendo di Tyldum l'unico cineasta norvegese ad essere mai stato candidato al premio. Dopo il successo di The Imitation Game, la Sony gli affida la regia del fantascientifico Passengers, con protagonisti Jennifer Lawrence e Chris Pratt. Nel 2017, Tyldum ha diretto l'episodio pilota della serie televisiva di Starz Counterpart, con J.K. Simmons, Sara Serraiocco ed Harry Lloyd.

## Filmografia

### Regista

#### Cinema
- Lorenzo - cortometraggio (1996)
- Fort Forover - cortometraggio (2000)
- H, episodio di Folk flest bor i Kina (2002)
- Buddy (2003)
- Varg Veum: Falne engler (2008)
- Headhunters - Il cacciatore di teste (Hodejegerne) (2011)
- The Imitation Game (2014)
- Passengers (2016)

#### Televisione
- Ü - serie TV (1991-1994)
- En mann må gjøre det han må - film TV (1996)
- Jack Ryan – serie TV, 1 episodio (2018)
- In difesa di Jacob (Defending Jacob) – miniserie TV, 8 episodi (2020)
- Silo – serie TV, 3 episodi (2023)

### Produttore esecutivo
- Crouching Tiger, Hidden Dragon: Sword of Destiny, regia di Yuen Woo-ping (2016)
- In difesa di Jacob (Defending Jacob) – miniserie TV, 8 episodi (2020)

## Riconoscimenti
- 2015 – Premio Oscar[7]
  - Candidatura alla miglior regia per The Imitation Game
- 2015 – Empire Awards[10]
  - Candidatura alla miglior regia per The Imitation Game